# Premi Oscar 2001
La 73ª edizione della cerimonia di premiazione dei Premio Oscar si è tenuta il 25 marzo 2001 allo Shrine Auditorium di Los Angeles. Il conduttore della serata è stato l'attore Steve Martin.
Le candidature dei film in concorso, che, in base al regolamento, sono stati immessi sul circuito cinematografico nell'anno precedente, il 2000, erano state rese pubbliche il 13 febbraio 2001.

## Vincitori e candidati
Vengono di seguito indicati in grassetto i vincitori. Ove ricorrente e disponibile, viene indicato il titolo in lingua italiana e quello in lingua originale tra parentesi.

### Miglior film
- Il gladiatore (Gladiator), regia di Ridley Scott
- Chocolat, regia di Lasse Hallström
- La tigre e il dragone (Wo hu cang long), regia di Ang Lee
- Erin Brockovich - Forte come la verità (Erin Brockovich), regia di Steven Soderbergh
- Traffic, regia di Steven Soderbergh

### Miglior regia
- Steven Soderbergh - Traffic
- Stephen Daldry - Billy Elliot
- Ang Lee - La tigre e il dragone (Wo hu cang long)
- Steven Soderbergh - Erin Brockovich - Forte come la verità (Erin Brockovich)
- Ridley Scott - Il gladiatore (Gladiator)

### Miglior attore protagonista
- Russell Crowe - Il gladiatore (Gladiator)
- Javier Bardem - Prima che sia notte (Before Night Falls)
- Tom Hanks - Cast Away
- Ed Harris - Pollock
- Geoffrey Rush - Quills - La penna dello scandalo (Quills)

### Migliore attrice protagonista
- Julia Roberts - Erin Brockovich - Forte come la verità (Erin Brockovich)
- Joan Allen - The Contender
- Juliette Binoche - Chocolat
- Ellen Burstyn - Requiem for a Dream
- Laura Linney - Conta su di me (You Can Count on Me)

### Miglior attore non protagonista
- Benicio del Toro - Traffic
- Jeff Bridges - The Contender
- Willem Dafoe - L'ombra del vampiro (Shadow of the Vampire)
- Albert Finney - Erin Brockovich - Forte come la verità (Erin Brockovich)
- Joaquin Phoenix - Il gladiatore (Gladiator)

### Migliore attrice non protagonista
- Marcia Gay Harden - Pollock
- Judi Dench - Chocolat
- Kate Hudson - Quasi famosi (Almost Famous)
- Frances McDormand - Quasi famosi (Almost Famous)
- Julie Walters - Billy Elliot

### Miglior sceneggiatura non originale
- Stephen Gaghan - Traffic
- Robert Nelson Jacobs - Chocolat
- Wang Hui Ling, James Schamus e Tsai Kuo Jung - La tigre e il dragone (Wo hu cang long)
- Joel ed Ethan Coen - Fratello, dove sei? (O Brother, Where Art Thou?)
- Steve Kloves - Wonder Boys

### Miglior sceneggiatura originale
- Cameron Crowe - Quasi famosi (Almost Famous)
- Lee Hall - Billy Elliot
- Susannah Grant - Erin Brockovich - Forte come la verità (Erin Brockovich)
- David Franzoni, John Logan e William Nicholson - Il gladiatore (Gladiator)
- Kenneth Lonergan - Conta su di me (You Can Count on Me)

### Miglior film straniero
- La tigre e il dragone (Wo hu cang long), regia di Ang Lee (Taiwan)
- Amores Perros, regia di Alejandro González Iñárritu (Messico)
- Divisi si perde (Musíme si pomáhat), regia di Jan Hrebejk (Repubblica Ceca)
- Assolutamente famosi (Iedereen beroemd!), regia di Dominique Deruddere (Belgio)
- Il gusto degli altri (Le goût des autres), regia di Agnès Jaoui (Francia)

### Miglior fotografia
- Peter Pau - La tigre e il dragone (Wo hu cang long)
- John Mathieson - Il gladiatore (Gladiator)
- Lajos Koltai - Malèna
- Roger Deakins - Fratello, dove sei? (O Brother, Where Art Thou?)
- Caleb Deschanel - Il patriota (The Patriot)

### Miglior scenografia
- Tim Yip - La tigre e il dragone (Wo hu cang long)
- Michael Corenblith e Merideth Boswell - Il Grinch (How the Grinch Stole Christmas)
- Arthur Max e Crispian Sallis - Il gladiatore (Gladiator)
- Martin Childs e Jill Quertier - Quills - La penna dello scandalo (Quills)
- Jean Rabasse e Françoise Benoit-Fresco - Vatel

### Migliori costumi
- Janty Yates - Il gladiatore (Gladiator)
- Tim Yip - La tigre e il dragone (Wo hu cang long)
- Rita Ryack - Il Grinch (How the Grinch Stole Christmas)
- Anthony Powell - La carica dei 102 - Un nuovo colpo di coda - (102 Dalmatians)
- Jacqueline West - Quills - La penna dello scandalo (Quills)

### Miglior trucco
- Rick Baker e Gail Ryan - Il Grinch (How the Grinch Stole Christmas)
- Michèle Burke e Edouard Henriques - The Cell - La cellula (The Cell)
- Ann Buchanan e Amber Sibley - L'ombra del vampiro (Shadow of the Vampire)

### Migliori effetti speciali
- John Nelson, Neil Corbould, Tim Burke e Rob Harvey - Il gladiatore (Gladiator)
- Scott E. Anderson, Craig Hayes, Scott Stokdyk e Stan Parks - L'uomo senza ombra (The Hollow Man)
- Stefen Fangmeier, Habib Zargarpour, John Frazier e Walt Conti - La tempesta perfetta (The Perfect Storm)

### Miglior montaggio
- Stephen Mirrione - Traffic
- Joe Hutshing e Saar Klein - Quasi famosi (Almost Famous)
- Tim Squyres - La tigre e il dragone (Wo hu cang long)
- Pietro Scalia - Il gladiatore (Gladiator)
- Dede Allen - Wonder Boys

### Miglior sonoro
- Scott Millan, Bob Beemer e Ken Weston - Il gladiatore (Gladiator)
- Randy Thom, Tom Johnson, Dennis Sands e William B. Kaplan - Cast Away
- Kevin O'Connell, Greg P. Russell e Lee Orloff - Il patriota (The Patriot)
- John Reitz, Gregg Rudloff, David Richard Campbell, Keith A. Wester - La tempesta perfetta (The Perfect Storm)
- Steve Maslow, Gregg Landaker, Rick Kline e Ivan Sharrock - U-571

### Miglior montaggio sonoro
- Jon Johnson - U-571
- Alan Robert Murray e Bub Asman - Space Cowboys

### Migliore colonna sonora
- Tan Dun - La tigre e il dragone (Wo hu cang long)
- Rachel Portman - Chocolat
- Hans Zimmer - Il gladiatore (Gladiator)
- Ennio Morricone - Malèna
- John Williams - Il patriota (The Patriot)

### Miglior canzone
- Things Have Changed, musica e testo di Bob Dylan - Wonder Boys
- A Fool in Love, musica e testo di Randy Newman - Ti presento i miei (Meet the Parents)
- I've Seen It All, musica di Björk e testo di Lars von Trier e Sjon Sigurdsson - Dancer in the Dark
- A Love Before Time, musica di Jorge Calandrelli e Tan Dun e testo di James Schamus - La tigre e il dragone (Wo hu cang long)
- My Funny Friend and Me, musica di Sting e David Hartley e testo di Sting - Le follie dell'imperatore (The Emperor's New Groove)

### Miglior documentario
- La fuga degli angeli - Storie del Kindertransport (Into the Arms of Strangers: Stories of the Kindertransport), regia di Mark Jonathan Harris
- Legacy, regia di Tod Lending
- Long Night's Journey Into Day, regia di Deborah Hoffmann e Frances Reid
- Scottsboro: An American Tragedy, regia di Daniel Anker e Barak Goodman
- Sound and Fury, regia di Josh Aronson

### Miglior cortometraggio
- Quiero ser (I want to be ...), regia di Florian Gallenberger
- By Courier, regia di Peter Riegert
- One Day Crossing, regia di Joan Stein
- Seraglio, regia di Gail Lerner e Colin Campbell
- Uma Historia de Futebol, regia di Paulo Machline

### Miglior cortometraggio documentario
- Big Mama, regia di Tracy Seretean
- Curtain Call, regia di Charles Braverman
- Dolphins, regia di Greg MacGillivray
- The Man On Lincoln's Nose, regia di Daniel Raim
- On Tiptoe: Gentle Steps to Freedom, regia di Eric Simonson

### Miglior cortometraggio d'animazione
- Father and Daughter, regia di Michaël Dudok de Wit
- The Periwig-Maker, regia di Steffen Schäffler
- Rejected, regia di Don Hertzfeldt

## Premi speciali

### Premio alla carriera
- Ernest Lehman, in apprezzamento ad una quantità di variegate e durature opere.
- Jack Cardiff, maestro delle luci e del colore.

### Premio alla memoria Irving G. Thalberg
- Dino De Laurentiis